# Spielsystem (Fußball)
Ein Spielsystem ist im Fußball eine Festlegung zur taktischen Ausrichtung der Mannschaft, die „jedem Spieler Position, Spielraum und Aufgaben zuweist.“ Durch die zugewiesenen Aufgaben unterscheidet sich das Spielsystem von der Grundordnung bzw. Formation. Die Grundordnung beschreibt zunächst statisch die Anordnung („Aufstellung“) der Spieler im Raum. Sie wird üblicherweise definiert durch die Anzahl an Spielern, denen als Aktionsraum die Abwehr, das Mittelfeld und der Angriff zugewiesen ist (zum Beispiel „4-4-2“). Sie unterscheidet damit auch grundsätzlich, ob die Spieltaktik offensiv oder defensiv ausgerichtet ist. Das Spielsystem dagegen beschreibt, wie die gewählte Grundordnung während des Spiels dynamisch interpretiert werden soll.
Während in der Fachsprache zum Beispiel beim Deutschen Fußball-Bund zwischen Grundordnung und Spielsystem klar unterschieden wird, wird umgangssprachlich zum Beispiel in Fernseh- oder Hörfunkkommentaren sowie im weiteren Verlauf dieses Artikels die Grundordnung einer Mannschaft oft als „Spielsystem“ bezeichnet.

## Spielsysteme im Überblick
Unterschiedliche Aufstellungen werden gewählt, je nachdem, ob eine Mannschaft eher offensiven oder defensiven Fußball spielen will. Innerhalb eines Spieles kann jedoch auf den Spielverlauf Bezug genommen und es können Positionen umgestellt werden. Auch der ständige Wechsel zwischen einem Spielsystem bei eigenem Ballbesitz („mit dem Ball“) und einem anderen Spielsystem, wenn der Gegner den Ball hat („gegen den Ball“), wird praktiziert.
Man bezeichnet ein Spielsystem normalerweise mit einer Drei-Zahlen-Kombination (beispielsweise: 4-4-2, sprich: vier-vier-zwei), wobei die erste Zahl die Anzahl der Verteidiger, die zweite Zahl die der Mittelfeldspieler und die dritte Zahl die der Stürmer bezeichnet. Wird in einem Spielsystem zwischen defensiven und offensiven Mittelfeldspielern unterschieden, verwendet man vier Zahlen (z. B. 4-2-3-1 mit zwei defensiven und drei offensiven Mittelfeldspielern). In der Fachsprache wird häufig auch der Torwart mit aufgezählt, so dass dann z. B. statt von einem 4-4-2 von einem 1-4-4-2 gesprochen wird.
Die Spielsysteme zeichnen sich generell dadurch aus, dass eine hohe Zahl von Verteidigern (5-4-1) für eine defensive, eine hohe Zahl von Stürmern (4-3-3) für eine offensive Ausrichtung spricht. 
Ein Spielsystem kann außerdem defensiv bzw. offensiv interpretiert werden. So ist nominell ein 3-5-2-System mit einem Libero und zwei Manndeckern in der Verteidigung, einem offensiven, zwei defensiven Mittelfeldspielern und zwei Flügelspielern im Mittelfeld, sowie zwei Stürmern offensiver ausgerichtet (ein Mittelfeldspieler mehr, ein Verteidiger weniger) als das 4-4-2-System. Während das eine System (3-5-2) mit Manndeckung agiert und somit drei Verteidiger (plus defensives Mittelfeld) in der Abwehr bindet, wird im 4-4-2-System mit Raumdeckung verteidigt, was letztlich eine offensivere Ausrichtung der Verteidiger und gleichzeitig einen kompakteren Aufbau des Spiels mit sich bringt. Normalerweise ist somit eine 4-4-2-Spielweise offensiver als das 3-5-2-System.

## Moderne Spielsysteme

### 4-4-2

Das System 4-4-2 (mit Mittelfeldraute, siehe Text)

Das 4-4-2-System war in den 1980er und 1990er Jahren eine der häufigsten Aufstellungen im Fußball. Die Aufstellung war zeitweise so populär, dass auch ein englisches Fußballmagazin nach ihr benannt wurde (FourFourTwo). Die vier Abwehrspieler spielen ohne Libero. Die beiden Innenverteidiger spielen häufig „Mann-gegen-Mann“ gegen die gegnerischen Stürmer. Die beiden Außenverteidiger haben die Aufgabe der Stabilisierung der Verteidigung, sie sollen jedoch darüber hinaus über die Außenbahn das Spiel nach vorn tragen. Die Mittelfeldspieler haben die Aufgabe, sowohl die Abwehr als auch den Sturm zu unterstützen. Mit einer Mittelfeldraute gibt es einen zentralen Mittelfeldspieler, der das Spiel in der Offensive aufbauen soll, als zusätzlicher Stürmer fungiert und den Abschluss sucht. Zwei der vier Mittelfeldspieler sollen beim 4-4-2-System über die Außenbahnen kommen, jedoch genauso den Gegner daran hindern, über die Außenbahnen zu spielen. Ein weiterer Mittelfeldspieler ist eher defensiv ausgerichtet. Die Mittelfeldspieler versuchen, den beiden Stürmern Bälle für Torschüsse aufzulegen oder selbst Tore aus aussichtsreicher Position zu erzielen.
Alternativ ist es möglich, die Mittelfeldspieler ebenso wie die Abwehrreihe in einer Kette auflaufen zu lassen.
Beginnend in den 1990er Jahren wurde das 4-4-2 zunehmend von anderen Spielsystemen, insbesondere dem 4-2-3-1, abgelöst. Entgegen dem Trend siegte Griechenland gegen Portugal im Finale der Europameisterschaft 2004 mit dem 4-4-2-System.
Zur Mitte der 2010er Jahre erhielt das 4-4-2 wieder vermehrt Aufmerksamkeit. Die isländische Nationalmannschaft setzte bei ihrem überraschend guten Abschneiden bei der Europameisterschaft 2016 das klassische 4-4-2-System ein. Ebenso setzte Titelgewinner Portugal weite Strecken auf das 4-4-2, mit dem auch Leicester City die Meisterschaft der Premier League 2015/16 errang.

### 4-2-3-1

Das Finale der EM 2008. Deutschland trat mit einer 4-2-3-1-Aufstellung an, Spanien im 4-1-4-1-System.

Das 4-2-3-1-System ist ein sehr häufig angewandtes taktisches Konzept und war die dominierende Aufstellung in den frühen 2000er bis frühen 2010er Jahren. Es wird oft auch als 4-5-1-System bezeichnet, um die klassische Dreiteilung zwischen Abwehr, Mittelfeld und Angriff wiederzugeben. Die Bezeichnung 4-2-3-1 gibt aber eine genauere Angabe des Spielsystems wieder, da sie die Aufteilung des Mittelfeldes genauer spezifiziert und den Unterschied zu anderen 4-5-1-Systemen unterstreicht.
Die Abwehr besteht dabei aus einer Viererkette, wobei sich die Außenverteidiger häufig in die Offensive orientieren sollen. Vor der Abwehr spielen zwei defensive Mittelfeldspieler, so genannte „Sechser“, daher die Bezeichnung „Doppelsechs“. In der Regel orientiert sich einer von beiden mehr in die Offensive und dient dem Spielaufbau, während der zweite mehr für defensive Aufgaben vorgesehen ist, was dem Angriffsspiel eine höhere Flexibilität verleiht als z. B. ein 4-1-4-1-System.
Muss die Mannschaft verteidigen, kann jeder der beiden defensiven Mittelfeldspieler mit jeweils zwei Verteidigern der Viererkette ein Dreieck bilden, so dass zum einen eine Überzahlsituation im Bereich vor dem Strafraum entsteht und gleichzeitig der ballführende Spieler der gegnerischen Mannschaft von mehreren Spielern bedrängt werden kann, ohne dass große Lücken entstehen. Bei dieser Spielweise ist die Mannschaft auf schnelle Außenspieler sowie einen flexiblen offensiven Mittelfeldakteur angewiesen, damit der Ball aus der Defensive wieder in den Angriff getragen werden kann.
Im offensiven Mittelfeld spielen drei Spieler auf einer Höhe, die abwechselnd mit in die Spitze aufrücken. Dies hat den Vorteil, dass es in der gegnerischen Abwehr häufiger zu Zuordnungsschwierigkeiten kommt. Im Sturm befindet sich nur eine nominelle Spitze, optimalerweise ein klassischer Mittelstürmer, der die Möglichkeit hat, Flanken zu verwerten.
Ein Beweis für den internationalen Erfolg dieses Systems im internationalen Spitzenfußball liefern die beiden Endspiele der Weltmeisterschaften 2006 und 2010. Bei der Fußball-Weltmeisterschaft 2006 standen sich im Finale mit Italien und Frankreich zwei Mannschaften gegenüber, die dieses System praktizierten. Vier Jahre später, bei der Fußball-Weltmeisterschaft 2010, standen sich erneut mit Spanien und den Niederlanden zwei Mannschaften mit diesem System gegenüber. Die deutsche Nationalmannschaft spielt seit dem erfolgreichen Viertelfinalspiel gegen Portugal bei der Europameisterschaft 2008 oft mit diesem System. Sechs Jahre später gewann Deutschland die Fußball-Weltmeisterschaft 2014 mit diesem Spielsystem.
Eine Schwäche des Systems besteht darin, dass die Außenspieler und der Angreifer viel laufen müssen. Des Weiteren müssen sich die defensiven Mittelfeldspieler immer verständigen, welcher mehr offensiv bzw. defensiv agiert.

### 4-3-3
Das 4-3-3 wurde in den 2010er Jahren mit dem 4-2-3-1 zum populärsten und erfolgreichsten System, wurde aber schon 1974 vom Team des DFB verwendet.
Diese Aufstellung ist, je nach Aufteilung der Mittelfeldspieler, relativ offensiv ausgerichtet. Drei Mittelfeldspieler versuchen, Abwehr und Sturm zusammenzuhalten. Sie unterstützen einerseits die Abwehr. Andererseits versuchen sie, die Bälle zu den drei Stürmern zu befördern. Die drei Stürmer teilen sich die vorderste Position auf, wahlweise zwei oder einer kommen über die Außen, einer oder zwei füllen die Position des Mittelstürmers aus. Meist spielt man bei diesem System mit zwei flankenstarken und trickreichen Außenstürmern und einem kopfballstarken Mittelstürmer.
Durch den großen Erfolg dieses Systems gegen das dominierende 4-2-3-1 sowie der offensiv und defensiven Balance, erreichte es immer größere Beliebtheit. Zwischen 2006 und 2018 wurde die Champions League 7-mal vom FC Barcelona und Real Madrid in diesem System gewonnen.

### 4-3-2-1 (4-3-1-2)
Der sogenannte „Tannenbaum“ ist eine Variante des 4-5-1 mit drei defensiven Mittelfeldspielern. Hierbei wird einerseits ein dichter Abwehrriegel geschaffen, der auf frühe Balleroberung aus ist als auch die Außenbahnen stärkt, was ein schnelles Umschalten und eine hohe Konterdichte ermöglicht. Die offensive Effektivität der Aufstellung ergibt sich zusätzlich aus der intensiven Laufarbeit der Dreierkette im defensiven Mittelfeld.
Das 4-3-1-2 wurde in den frühen 2000ern sehr erfolgreich vom AC Mailand und FC Porto und in den späten 2010er Jahren von Real Madrid zum Gewinn der Champions League eingesetzt. Dem 10er kommt hier eine tragende offensive und kreative Rolle zu, weiters benötigt es zwei sehr lauf- und ballstarke Mittelstürmer.

### 3-4-3
Das 3-4-3-System wurde im internationalen Fußball lange Zeit nur von Mannschaften im Torrückstand eingesetzt, da es mit nur einem Innenverteidiger als sehr riskant galt.
Es erlebte gerade in den späten 2010er-Jahren, wie andere Systeme mit 3 bzw. 5 Verteidigern, eine Renaissance. Die drei Verteidiger spielen Mann gegen Mann, wobei sich der freie Abwehrspieler immer wieder ins Offensivgeschehen einschaltet. Sie benötigen eine hohe Ballsicherheit, da ihnen allein die Spieleröffnung unterliegt. Deswegen wird auch öfters mit eigentlichen Außenverteidigern oder defensiven Mittelfeldspielern auf den rechten und linken Innenverteidigerpositionen gespielt.
Im Mittelfeld kann mit Raute (ein Defensiver, zwei Außen, ein Offensiver), im Quadrat (zwei Defensive, zwei Offensive) oder flach (heute häufig, vier Spieler nominell auf einer Linie) gespielt werden. Die Raute eignet sich besonders gut, wenn die Mannschaft über einen klassischen Regisseur verfügt, der als Offensiver die gesamte Breite ausnutzen kann und die Bälle als Spielmacher verteilt. Mit dem Quadrat wird das Spielfeld für den Gegner sehr eng, und ein schneller Ballgewinn wird erzwungen. Die flache Aufteilung ist in der Praxis sehr variabel und benötigt fixe Außenspieler.
In den letzten Jahren wurde dieses Spielsystem zunehmend beliebter. Wichtig sind besonders zwei laufstarke Außenspieler, welche sich in der Defensive weit zurückfallen lassen (meist realtaktisches 5-4-1) und in einem schnellen Umschaltspiel oder bei dominantem Ballbesitz wieder in die Offensive einschalten können (meist realtaktisches 3-2-5).
Deutschland verwendete bei der EM 2021 dieses System, in der Abwandlung eines 3-4-2-1-Systems.

### 5-3-2
Diese sehr defensive Aufstellung hat drei zentrale Abwehrspieler, von denen einer meist die Funktion eines Liberos übernimmt. Die anderen beiden müssen neben ihren Abwehraufgaben über die Außenbahn das Spiel nach vorn tragen. Die Position der Außen hat hier eine besonders wichtige Rolle, da diese sowohl die Abwehr als auch den Sturm unterstützen und daher große Laufarbeit verrichten müssen.

### 3-5-2
Die Aufstellung ist vergleichbar mit dem System 5-3-2, einziger Unterschied: Die beiden Spieler an den Außenlinien sind etwas offensiver ausgerichtet. Der Sinn hierfür liegt darin, dass eine Überzahl im Mittelfeld besteht und der Ball somit früher abgefangen werden kann.
Ein 3-5-2 kann aber auch variabler als 3-2-3-2 ausgelegt werden, also mit je einem zentralen Mittelfeldspieler links und rechts, einem rechten und einem linken Offensivspieler sowie zwischen den beiden einem zentraloffensiven „Spielmacher“.
Die Spieler im defensiven Mittelfeld agieren hier flexibler als z. B. im 4-2-3-1-System, da sich hier beide gleichzeitig sowohl im Offensiv- als auch im Defensivspiel beteiligen können. Im Idealfall bilden Abwehrspieler und „Sechser“ im Defensivspiel einen dichten Riegel. Beim Umschalten ins Offensivspiel rücken die Sechser wieder heraus.
Da die Abwehr aus einer Dreier-Kette mit drei Innenverteidigern besteht, fällt die, athletisch und spieltechnisch äußerst anspruchsvolle, Position des Außenverteidigers zugunsten einer weiteren eher offensiven Position weg.

### 3-3-3-1
Die defensivere Variante des 3-5-2 ist das 3-3-3-1. Die drei Abwehrspieler rücken nur in seltenen Fällen ins Mittelfeld auf, unterstützt vom defensiven Mittelfeldtrio, das sich nur vereinzelt ins Offensivspiel einschaltet. Die drei offensiven Mittelfeldspieler rochieren viel und weichen immer wieder auf die Flügel aus. Der Stürmer integriert sich in die Rochade der offensiven Mittelfeldspieler. 
In diesem System sind die Räume vor dem eigenen Tor und Strafraum kleingehalten, in der Offensive bieten sich durch vier Akteure in zwei Reihen diverse Möglichkeiten. Indes vernachlässigt ein 3-3-3-1 fast vollständig die Außenbahnen; nur die offensiven Mittelfeldakteure weichen auf die Flügel aus.

### 5-4-1 und 4-5-1

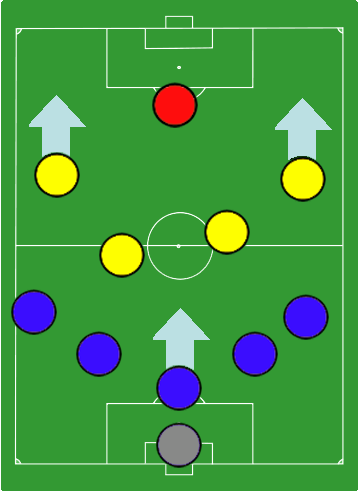
Das System 5-4-1

Diese Aufstellungen sind stark defensiv ausgerichtet. Sie werden häufig verwendet, um ein Ergebnis zu halten und bei Möglichkeit auf Konter zu spielen.
Auch wenn der Gegner sehr stark ist und ein Unentschieden für die Mannschaft schon ein großer Erfolg wäre, versucht man mit diesen Taktiken – speziell dem 5-4-1 – den starken Gegner am Tore schießen zu hindern und mit etwas Glück eine schnelle Attacke zu spielen.
Die 4-5-1-Taktik eignet sich gut für ein Team, das defensiv wie auch offensiv Kompaktheit demonstrieren will. Durch die fünf Mittelfeldspieler wird versucht, in jeder Situation eine Überzahl zu erzeugen.

### 4-1-4-1
Das 4-1-4-1-System wurde vom spanischen Nationaltrainer Luis Aragonés während der Qualifikation zur Europameisterschaft 2008 eingeführt. Es kann als eine noch offensivere Form des 4-2-3-1 bezeichnet werden. Dabei agieren vier offensive Mittelfeldspieler hinter einem einzelnen Stürmer. Durch schnelle Positionswechsel verleihen sie dem Spiel eine hohe Dynamik. Im Laufe der spanischen EM-Qualifikation erspielten sich Andrés Iniesta, Xavi, Cesc Fàbregas und David Silva den Ruf als Die fantastischen Vier (spanisch Los Cuatro Fantásticos). Marcos Senna war dabei der defensive Mittelfeldspieler. Auch im Finale kamen diese fünf zum Einsatz und wurden Europameister. Die Mannschaft glich die Risiken der offensiveren Aufstellung dabei durch eine enorme Ballsicherheit und hohen Anteil am Ballbesitz aus.

### 4-2-4

4-2-4 System

Das 4-2-4 System ist ein sehr offensiv ausgerichtetes System. Aufgebaut ist es aus einer Viererkette, zwei Mittelfeldspielern und vier offensiven Spielern. Die Abwehrspieler in der 4er-Kette müssen sowohl sehr gut verteidigen können als auch die Mittelfeldspieler im Spielaufbau und der Einleitung von Angriffen unterstützen. Die zwei Mittelfeldspieler müssen immer anspielbereit sein und das Spielfeld ständig im Auge haben – sie sind sowohl Spielmacher als auch Zweikämpfer. Aufgabe der Offensiven ist neben dem Angriff das Offensivpressing. Dabei sollte sich einer der Offensivspieler immer zurückfallen lassen, um die Angriffe mit einzuleiten. In manchen Mannschaften wird einer der Offensiven auch als „unechter Stürmer“ („falscher Neuner“) eingesetzt.
Für dieses System muss die Mannschaft bestimmte Voraussetzungen erfüllen. Erforderlich sind Dominanz, viel Ballbesitz und Zug zum Tor, das heißt man muss den Gegner ständig durch Offensivpressing unter Druck setzen und darf keine Chancen zum Kontern geben. Ebenso müssen die Offensivspieler Defensivarbeit leisten. Gerade bei Kontern ist das schnelle Umschalten ein wichtiges Erfordernis. Mário Zagallo führte Brasiliens ersten Weltmeistertitel 1958 auch darauf zurück, dass Trainer Vicente Feola die 4-2-4-Formation so umstellte, dass er (Zagallo) als hängende Spitze spielte. Zagallo schaltete sich bei Attacken in den Angriff ein und ließ sich ansonsten ins Mittelfeld zurückfallen, wo er bei der Verteidigung mithalf.
Das 4-2-4 ergibt sich heute üblicherweise nur im Angriffsspiel und (Gegen-)Pressing, beim Verteidigen wird auf ein anderes Spielsystem gewechselt.

### 3-3-4 (3-3-1-3)
Das 3-3-4-System ist die wohl offensivste Aufstellung, die im modernen Profifußball eingesetzt wird. Vor einigen Jahren wurde es insbesondere von Ajax Amsterdam eingesetzt. Dabei müssen mindestens zwei der Stürmer aber auch defensive Aufgaben übernehmen.

### 4–6–0
Ein sehr ungewöhnliches Konzept ist eine Aufstellung, die als „4–6–0“ beschrieben wird: Dabei agiert die Mannschaft quasi ohne echten Stürmer. Der Gegner hat keine richtige Zuordnung mehr und die Verteidiger werden aus ihren Positionen herausgelockt. Die vier Offensivkräfte aus der „6er-Reihe“ müssen hohe Spielintelligenz mitbringen und schnell in die entstehenden Lücken vorstoßen können. Aufgrund dieser hohen Anforderungen wird die Formation von wenigen Teams umgesetzt. Der rumänische Nationaltrainer Anghel Iordănescu hatte im Achtelfinale 1994 gegen Argentinien zum ersten Mal mit dieser Taktik spielen lassen, was zu einem 3:2-Erfolg führte. Dauerhaft wandte Luciano Spalletti, Trainer des AS Rom, dieses System in der Saison 2005/06 an. Alex Ferguson ließ Manchester United in der Saison 2007/08 mit dem System spielen. Craig Levein, Schottlands Nationaltrainer scheiterte 2010 mit dem Versuch gegen die Tschechische Republik zu siegen.
Während der UEFA Euro 2012 trat der spanische Nationaltrainer Vicente del Bosque zweimal gegen Italien mit diesem System an: Einmal im Vorrundenspiel (1:1) und einmal im Finale, das Spanien mit 4:0 gewann. Deutschland setzte dieses System erstmals in der letzten halben Stunde des Freundschaftsspiels gegen Frankreich im Februar 2013 ein, erstmals von Beginn an im 4-6-0-System spielte Deutschland dann im März 2013 in der WM-Qualifikation gegen Kasachstan.

### 4–2–2–2 („Magisches Rechteck“)
Dieses sehr offensive System wurde in den 80er Jahren von Franzosen und einer ganzen Generation von brasilianischen Trainern verwendet. Dazu gehörten: Telê Santana, Carlos Alberto Parreira und Vanderlei Luxemburgo. Außerdem ließen auch die Chilenen Arturo Salah und Manuel Pellegrini sowie der Kolumbianer Francisco Maturana so spielen. Das magische Viereck arbeitet mit zwei Mittelfeldspielern, die zwischen beiden Strafräumen agieren, und zwei Stürmern, die sich ins Mittelfeld zurückfallen lassen. Dem Mittelfeld wird damit eine größere Dichte und Offensivkraft gegeben. Der Trainer Real Madrids, Manuel Pellegrini, ließ so spielen und hatte damit großen Erfolg. In den 1980ern hatten die brasilianischen Nationaltrainer so spielen lassen (z. B. bei der WM 1982 und der WM 1986). Dabei wurde eine Viererabwehrkette mit offensiven Außenverteidigern gebildet, zwei Spieler agierten im zentralen Mittelfeld und zwei Stürmer wurden von zwei offensiven Mittelfeldspielern unterstützt, die ggf. als Außenstürmer agierten. Wie beim 4–6–0, erfordert dieses System eine hohe Spielintelligenz. Aktuell streben Trainer wie Ralf Rangnick (ehemals RB Leipzig), Roger Schmidt (ehemals Bayer Leverkusen) und Ralph Hasenhüttl (FC Southampton) in ihren hohen Pressingsystemen häufig diese Formation an.

## Historische Spielsysteme

Das WM-System (3-2-5) und dessen Nummerierung

Fußball ist historisch mit dem Rugby verwandt. Deshalb ähnelten sich zu Anfang auch die Spielsysteme. Trotzdem ähnelten diese Fußballspiele stark denen der heutigen Spiele bei Kindern: dort, wo der Ball ist, sind auch fast alle Spieler. Dementsprechend sieht auch das erste Spielsystem aus: ein Torwart, ein Verteidiger und neun Stürmer. Der Torwart durfte bis 1903 den Ball auch außerhalb des Strafraumes mit der Hand spielen und im Abseits war ein Spieler im Moment des Zuspiels, wenn weniger als drei gegnerische Spieler der Torauslinie näher als er selbst waren.
In der Folgezeit wurde die Defensive immer mehr gestärkt. Die Spielsysteme 1-2-7 und 2-2-6 entstanden. Erst das Spielsystem 2-3-5, die Schottische Furche (so genannt wegen des Dreiecks, das sich von oben betrachtet ergibt), führte zu einem wirklichen Spielsystem, das auf das Kollektiv setzte und nicht auf die Individualität der einzelnen Spieler. Es unterschied zwischen zwei spezialisierten Verteidigern, drei Läufern oder Mittelfeldspielern, die für Verteidigung und Aufbau des Angriffs zuständig waren und fünf Stürmern. Es wurde durch Rückzug des Mittelläufers Ende der 1920er Jahre zum so genannten WM-System (3-2-5), durch die Einbeziehung eines freien Verteidigers als Libero Mitte der 1960er-Jahre zum 4-2-4 und damit zum Vorläufer aller heute üblichen Systeme.

### WM-System
Historisch weit verbreitet war das WM-System, in dem fünf offensiv orientierte Spieler in W-Form und fünf defensiv orientierte Spieler in M-Form aufgestellt sind, so dass sich je nach der individuellen Ausrichtung der eingesetzten Spieler Ähnlichkeiten zum heutigen 3-4-3-System ergeben konnten.

### Schottische Furche

Das erste Spielsystem der Welt:
Die Schottische Furche (2-3-5)

Das 2-3-5-System der Schottischen Furche ist auch heute noch in der Tradition der Spielernummerierung lebendig. Die beiden Verteidiger trugen die Rückennummern 2 und 3, die drei Läufer die Nummern 4 (rechter Außenläufer), 5 (Mittelläufer) und 6 (linker Außenläufer) und die fünf Stürmer die Nummern 7 (Rechtsaußen), 8 (Halbrechter bzw. Rechtsverbinder), 9 (Mittelstürmer), 10 (Halblinker bzw. Linksverbinder) und 11 (Linksaußen).
Auch heute sind deswegen 2 und 3 häufig die Nummern der beiden Außenverteidiger, 4, 5 oder 6 die Nummern von vor allem mit Defensivaufgaben betrauten Spielern wie Innenverteidigern oder defensiven Mittelfeldspielern, 7 und 11 die Nummern der rechts und links außen spielenden Mittelfeldspieler, 9 die Nummer eines zentral ausgerichteten Stürmers und 8 und 10 die Nummern von Spielern, die als Spielmacher mit der Planung und dem Aufbau des Angriffs beschäftigt sind.